# Нижегородские центральные диаметры
Нижегоро́дские центра́льные диа́метры (НЦД) — система линий внеуличного железнодорожного транспорта, созданная на базе существующей инфраструктуры Горьковской железной дороги. Связывает между собой Нижний Новгород и Бор. Не следует путать с системой Нижегородской городской электрички, действующей, в основном, в пределах города.

## Существующие линии
Первая линия НЦД была запущена 11 июля 2022 года на существующих путях Горьковской железной дороги. Движение по ним совмещено с действующим пригородным сообщением.
| №      | Название | Год открытия | Год открытия последней станции | Длина, км | Число станций | Среднее расстояние, км | Время в пути  |
| ------ | -------- | ------------ | ------------------------------ | --------- | ------------- | ---------------------- | ------------- |
| 1      | НЦД 1    | 2022         | 2022                           | 72        | 19            | 2,26                   | 2 часа 18 мин |
| Всего: | Всего:   | Всего:       | Всего:                         | 72        | 19            | 2,36                   |               |

## Стоимость проезда
Для оплаты проезда на НЦД могут использоваться как обычные разовые или абонементные пригородные билеты по стандартным пригородным тарифам ВВППК, так и транспортные карты Нижнего Новгорода «Ситикард» и социальные карты. Стоимость проезда по НЦД зависит от выбранного типа билета/транспортной карты и от дальности поездки. При оплате проезда с помощью транспортной карты Нижнего Новгорода в течение 60 или 90 минут с момента первой валидации билета пересадки с/на общественный транспорт Нижнего Новгорода бесплатны.